# For the People (seriál, 2018)
For the People je americký dramatický televizní seriál sledující nové právníky newyorského soudu. Jeho tvůrcem je Paul William Davies. Seriál produkuje produkční společnosti Donalda Todda, Shondaland a ABC Studios. Pilotní díl byl odvysílaný dne 13. března 2018. V květnu roku 2018 stanice objednala druhou řadu, ta měla premiéru dne 7. března 2019.
Stanice seriál zrušila po dvou odvysílaných řadách.

## Obsazení
- Britt Robertsonová jako Sandra Bell
- Jasmin Savoy Brown jako Allison Adams
- Ben Rappaport jako Seth Oliver
- Anna Deavere Smith jako Tina Krissman
- Hope Davis jako Jill Marcus
- Ben Shenkman jako Roger Gunn
- Regé-Jean Page jako Leonard Knox
- Wesam Keesh jako Jay Simmons
- Susannah Flood jako Kate Littlejohn
- Vondie Curtis-Hall jako William Byrne
- Charles Michael Davis jako Ted (od 2. řady)

## Vysílání
| Řada | Díly | Premiéra v USA  | Premiéra v USA  |
| Řada | Díly | První díl       | Poslední díl    |
| ---- | ---- | --------------- | --------------- |
| 1    | 10   | 13. března 2018 | 22. května 2018 |
| 2    | 10   | 7. března 2019  | 16. května 2019 |

## Produkce
V pilotním díle byla Britne Oldford obsazena do role Sandry Black a Lyndon Smith byla obsazena do role Allison Anderson. Obě role byly přeobsazeny. V přetočeném pilotním dílu si role zahrály Britt Robertson a Jasmin Savoy Brown. V květnu roku 2018 stanice objednala druhou řadu.